# Thaumastopeus brunneipennis
Thaumastopeus brunneipennis är en skalbaggsart som beskrevs av Thomson 1879. Thaumastopeus brunneipennis ingår i släktet Thaumastopeus och familjen Cetoniidae. Utöver nominatformen finns också underarten T. b. luctuosus.